# 陈一远
陈一远（1949年4月—2016年12月2日），男，湖南华容人，中华人民共和国军事人物，中国人民解放军少将，曾任南京军区副参谋长，江苏省军区司令员。